# ガイウス・アントニウス・ヒュブリダ
ガイウス・アントニウス・ヒュブリダ（ラテン語: Gaius Antonius Hybrida、生没年不明）は紀元前1世紀初期・中期の共和政ローマの政治家。紀元前63年に執政官（コンスル）、紀元前42年に監察官（ケンソル）を務めた。

## 出自
ヒュブリダはプレブス（平民）であるアントニウス氏族の出身である。共和政後期の資料では、アントニウス氏族はヘーラクレースの息子の一人であるアントンの子孫としている。氏族は古くから活躍しており、ティトゥス・リウィウスは、紀元前450年の十人委員会の一人ティトゥス・アントニウス・メレンダ、その子で紀元前422年の執政武官ティトゥス・アントニウス・メレンダ、紀元前333年のマギステル・エクィトゥム（騎兵長官）マルクス・アントニウスの名前をあげている。しかし、紀元前1世紀まで氏族から執政官は出ておらず、ローマのノビレスの中では、「そこそこの」家系であった。
ヒュブリダの父はマルクス・アントニウス・オラトルで、紀元前99年に氏族最初の執政官となり、さらに紀元前97年には監察官を務めた。父は雄弁家として知られており「オラトル（弁論家）」のアグノーメンはそれに由来する。有能であっただけでなく、出世にはガイウス・マリウスの支援があったと思われる。
ヒュブリダの兄はマルクス・アントニウス・クレティクスである。兄は法務官まで出世したが、比較的早くに死去した。兄の息子、すなわちヒュブリダの甥が第二回三頭政治のマルクス・アントニウスである。
アントニウス氏族はコグノーメン（第三名、家族名）を用いていない。ヒュブリダもアグノーメンで、大プリニウスの『博物誌』が豚の雑種についての話のなかで触れているが、その意味はあまり良いものではなく、「半野生」というものである。

## 経歴

### 早期の経歴
歴史学者は、法務官就任年とコルネリウス法（Lex Cornelia de magistratibus）の年齢要件から、ヒュブリダの生誕年を紀元前106年頃と推定している。従って、青年期に同盟市戦争（紀元前91年-紀元前87年）を経験したことになる。ヒュブリダに関する最初の記録は、紀元前80年代のものである。その頃、マリウス派とスッラ派の政治闘争が激しくなっていた。紀元前88年にスッラは第一次ミトリダテス戦争のためにローマを離れるが、護民官プブリウス・スルキピウスの発案（Lex Sulpicia de bello mithridatico C. Mario decernendo）で、スッラの指揮権は剥奪されマリウスに移管された。スッラはローマに向かって進軍しこれを占領し、マリウス派に対して「国家の敵」を宣言した。このとき士官のほとんどがスッラを支持しなかったため、スッラはローマの青年層から新しいレガトゥス（副司令官）、トリブヌス・ミリトゥム（高級士官）、プラエフェクトゥス（隊長）を募集することを余儀なくされた。ヒュブリダもその一人であった。紀元前87年春、スッラの軍はバルカン半島を横断し、ポントスに対する軍事作戦を開始した。一方、イタリアでは新たな内戦が始まった。留守を預かっていた執政官ルキウス・コルネリウス・キンナがスッラを裏切ってマリウスと同盟を結び、ローマを占領し、ヒュブリダの父オラトルを含む政敵を殺害した。一部の歴史学者は、兄クレティクスはギリシアへと逃亡し、ヒュブリダと合流したと考えている。
紀元前84年、ヒュブリダはギリシアでスッラの騎兵部隊を指揮し、現地の都市や聖域の略奪を行った。スッラと共にローマに戻り、マリウス派との内戦に勝利した後、処分された人々の財産を分配することにより、自身もかなりの財を得た。戦勝祝賀協議会で、ヒュブリダははクアドリガ（4頭立てのチャリオット）に乗って参加したことが知られており、キケロは後に彼を「戦車乗り」（quadrigarius）と呼んでいる。
紀元前76年、まだ青年であったカエサルが、ヒュブリダが略奪を行ったギリシア人の代理人として、彼を告訴した。裁判を行ったのは、プラエトル・ペレグリヌス（外国人担当法務官）のマルクス・テレンティウス・ウァッロ・ルクッルスであった（プルタルコスはこの裁判がギリシアで行われたと書いているが、これは明らかに間違いである）。ヒュブリダは有罪判決を受けたが、ギリシア人と同等の条件で裁かれるべきではないとして、ローマの護民官に上告した。この結果、この裁判は有耶無耶になった。しかし紀元前70年になって、ケンソル（監察官）ルキウス・ゲッリウス・プブリコラとルキウス・ゲッリウス・プブリコラはヒュブリダを元老院から除名した。歴史学者A. エゴロフは、これは裁判の結果を反映したものとしている（なお、この年には元老院議員全体の1/8にあたる64人が除名されるという前例のない結果となっている）。除名の理由としては3つが挙げられている。同盟国で略奪を行った、裁判所の判決に従わなかった、さらには多くの借金を抱えていたことである。キケロはこの決定を、「美しく、正しい」と評している

### クルスス・ホノルム
元老院から除名されても、ヒュブリダの政治生命は終わらなかった。ヒュブリダは伝統的なクルスス・ホノルム（名誉の階段）を上り、政務官選挙に当選して元老院に復帰した。ローマと同盟していたテルメスの残る碑文から、ヒュブリダが護民官を務めたことが分かる。その時期に関しては、歴史学者E. クレブスは紀元前71年、すなわち元老院除名の前とし、R. ブロートンは除名後の紀元前68年以前としている。アエディリス（按察官）を務めたとの説もあるが、これを裏付ける資料はない。キケロは、ヒュブリダが紀元前67年末の次期法務官選挙に自分と共に立候補し、3位で当選したと書いている。
紀元前64年末、ヒュブリダは執政官選挙に立候補した。他の立候補者はプレブスのキケロ、クィントゥス・コルニフィキウス、ガイウス・リキニウス・サケルドス、およびルキウス・カッシウス・ロンギヌス、パトリキ（貴族）のプブリウス・スルキピウス・ガルバおよびルキウス・セルギウス・カティリナであった。ヒュブリダとカティリナは、当時ローマで最も裕福な人部地であったマルクス・リキニウス・クラッススの支援を受けており、協力して活動しいてたとの説もある。
キケロはヒュブリダを彼の当選に対する脅威と考えていた。しかしキケロの弟のクィントゥスは、ヒュブリダは能力もなく影響力のある友人もおらず、評判も良くないため、勝ち目がないとキケロを元気づけた。キケロは元老院での演説で、ヒュブリダに一撃を与え料とし、彼を「強盗、剣闘士、戦車乗り」と侮辱し、ギリシアでの強奪や放蕩で告訴した。ヒュブリダも同じく攻撃的な方法で反撃した。
投票の結果、ヒュブリダはキケロには及ばなかったが、カティリナをわずかに上回り、2位で当選した。二人の新任執政官は紀元前63年1月1日に就任したが、キケロは、1月の第2回目の演説で、それまでの激しい争いにもかかわらず、同僚との合意が得られたので両者の敵対関係は解消したと述べている。くじ引きの結果、ヒュブリダはガリア・キサルピナ属州を、キケロはマケドニア属州を管轄することになっていたが、ヒュブリダはより豊かなマケドニアを望み、またキケロはローマに留まりたいと考えていた。両者は密約を結び、ヒュブリダはマケドニアを管轄し、その見返りとしてキケロのすべての事業への支援を保証し、マケドニアの収入の一部を彼に譲渡することとした。プルタルコスによれば、キケロは「ヒュブリダを雇われた俳優のように、自分の国を守るために第二の役割を演じるように誘った」。
一方、カティリナは違法な方法で権力を得ようとし、ローマやイタリア各地で反乱を起こすことを計画していた。ヒュブリダもこの陰謀に関与していたのではないかという疑惑があった。いずれにしても、選挙の前夜に、カティリナはヒュブリダの援助を期待し、いくつかの約束をしていた。一方でキケロはクァエストル（法務官）プブリウス・セスティウスにヒュブリダを監視させていた。秋頃にはカティリナとその共謀者は反乱の準備を始めており（スッラのケントゥリオ（百人隊長）であったガイウス・マンリウスをエトルリアに送って兵を集め、カプアで小規模な奴隷の反乱を起こしていた）、ローマではそれを警戒する雰囲気が漂っていたにもかかわらず、ヒュブリダは曖昧な態度を続けていた。ヒュブリダは自分が疑われていることを知っていたが、「これらの疑惑に反論することで自分を正当化したり、見せかけに頼ることで恐怖を鎮めようとは思わなかった」。カッシウス・ディオはヒュブリダが陰謀に関与していたと断言している。現代の歴史学者はこれは誇張と考えているが、ヒュブリダはカティリナの「大義」に共感しており、最終的に彼の敵を支持する側に回ったのは、どちらがが勝利するかが明らかになってからということを認めている。キケロによれば、ヒュブリダは「陰謀の共謀者と公式にも個人的にもすべての関係を断ち切ったことで賞賛された」と述べているが、これは逆にヒュブリダが長い間躊躇していたことを示唆している。
紀元前63年11月8日、陰謀の証拠を掴んだキケロは1回目のカティリナ弾劾演説を行った。カティリナはこの直後にローマを離れ、マンリウスが兵を集めているエトルリアへ向かった。彼は国家の敵とされ、ヒュブリダが反乱の鎮圧を目的とした軍の司令官に任命された。反乱軍は7,000～20,000人とされていたが、そのほとんどは武装が不十分で、ローマに残っていた共謀者が処刑されたことを知ると、反乱軍は散り始めた。ヒュブリダの軍との接触を避けるために、カティリナは退却を開始したが、進路の北方をガリア・キサルピナ総督クィントゥス・カエキリウス・メテッルス・ケレルの軍が塞いでいたため、ピストリウム近くで停止せざるを得なかった。決戦は避けられなくなったが、ヒュブリダは指揮権をレガトゥス（副司令官）のマルクス・ペトレイウスに委譲した。戦闘は正規軍の完全勝利に終わった（紀元前62年1月）。ヒュブリダは戦死したカティリナの首をローマに送り、自身の陰謀への関与を払拭した。

### マケドニア総督と追放
紀元前62年の春、ヒュブリダはプロコンスル権限で総督を務めるため、マケドニア属州に向かった。到着すると直ちに権力を振るい、強奪、税金の未納金の取り立て、虐待を始めた。また、国境沿いの部族（ダルダノイ族とモエシ族）との戦争を開始したが、敗北してしまった。マルクス・カエリウス・ルフス（紀元前48年法務官）の演説に、酔ったヒュブリダを軍事的脅威が迫っていることを知った友人達が起こそうとする場面が描写されている「敵が接近しているとの知らせに恐怖し、彼らはヒュブリダの名前を叫び、肩を揺さぶり、耳元で何かをささやき、何かを壊したりしてヒュブリダを起こそうとしたが、ヒュブリダは昏睡していて何も聞こえずまた触覚も失っており、酔いから覚めて起きることができなかった。このため彼はケントゥリオや愛人達の手の中で、朦朧としていた」。
ヒュブリダの悪行はすぐにローマに届いた。同年秋、元老院議員たちはヒュブリダを呼び戻そうとしたが、キケロは彼を支持し、ヒュブリダはさらに2年間プロコンスルの地位に留まった。紀元前62年末から61年初頭に送られたキケロからの書簡が多数残されており、この段階で二人の同名関係に重大な問題が生じたことが推測される。ヒュブリダはキケロとの密約を秘密にしておくことができず、また約束していた金銭の支払いも十分には実行していなかった。キケロはバルカン半島で広範なビジネスのコネクションを持っていた、友人のティトゥス・ポンポニウス・アッティクスに助けを求めなければならなかった。「このトロイの木馬は確かに遅い」キケロは紀元前61年1月1日付のにアッティクス宛書簡にこう書いている。「私は恥知らずと狡猾と遅さで、彼を超える者を見たことがない... 言い訳をと遅延ばかりだ ....」。キケロは、パラティヌスの丘に豪華な邸宅を購入した借金を、マケドニアの金でまかなうことを望んでいたため、ヒュブリダの約束不履行は彼を大いに悩ませた。この問題は紀元前61年2月までには解決していたようだが、一方でキケロはマケドニアから何も受け取っていなかったという説もある。
ヒュブリダがローマに戻ったのは紀元前60年末のことである。 彼は直ちに告訴され、紀元前59年の初め（遅くとも3月）に裁判が行われた。告訴内容ついては正確な情報はない。キケロは『フラックス弁護』の中で、ヒュブリダは「収奪罪ではなく、以前に有罪判決を受けた共謀罪で告訴された」と書いているが、ほとんどの歴史学者は、総督職としての無能と カティリナとの共謀の双方で起訴されたと考えている。検察官はマルクス・カエリウス・ルフス、ルキウス・カニニウス・ガッルス、クイントゥス・ファビウス・マクシムスであり、ヒュブリダの弁護はキケロが行った。キケロは、この裁判はカティリナの共謀者を民会の正式決定なく処刑した自分自身を叩く試みと認識し、ヒュブリダ陰謀への参加についての広範な憶測を展開し、これに反論していくという戦術を構築した。キケロはその年の執政官であるカエサル（カティリナの共謀者に対して処刑ではなく無期懲役を主張した）を、カティリナに同調しており、いわゆる「第一次陰謀（紀元前65年）」に加担していたと非難した。対してカエサルは、同日にキケロの最大の政敵であるプブリウス・クラウディウス・プルケルのパトリキからプレブスへの移行を認めた（これにより氏族名をクラウディウスからクロディウスに変更した）。プルケルは翌年護民官に就任し、キケロを告訴することになる。
裁判はヒュブリダの敗訴に終わった。ヒュブリダはローマ市民権を失い、追放された。ローマ社会の大部分はこれを喜びをもって受け入れ、カティリナの墓は花で飾られた。ヒュブリダはケファロニア島に定住した。ストラボンによれば、亡命者であるにもかかわらず「私有地であるかのように島全体を彼の権力の下に保持していた」としている。ヒュブリダはそこに新しい都市を建設した。

### その後
ヒュブリダは10年以上亡命生活を送っていた。紀元前49年、カエサルとポンペイウスの間で内戦が開始された。カエサルの有力な部下の一人に護民官マルクス・アントニウスがいたが、彼はヒュブリダの甥にあたる。内戦に勝利したカエサル派は、多くの亡命者のローマ帰還を許したが、ヒュブリダはその中には含まれていなかった（キケロは『ピリッピカ』の中で、アントニウスのこの行為を避難している）。その後、紀元前44年1月以前には、ヒュブリダはローマに戻ったことが分かっている。アントニウスはヒュブリダに最高の名誉職とさるケンソル（監察官）へ立候補するように促した。キケロによると、アントニウスは「笑いと嘆きの両方を引き起こしたような方法でヒュブリダの立候補届を準備した」。もかかわらず、ヒュブリダは紀元前42年に監察官に就任した。しかし、ケンスス（国勢調査）を完了することはできなかった。
その後、ヒュブリダに関する記録はない。どうやら紀元前42年あるいはその少し後に死亡したようである。

## 家族
ヒュブリダにには二人の娘がいた。長女は父親の告発者の一人であるルキウス・カニニウス・ガッルスの妻となった。次女は従兄弟のアントウニウスと結婚したが、紀元前47年に離婚している。その後紀元前44年にマルクス・アエミリウス・レピドゥスの息子と婚約し、さらに後にはトゥラレスのピトドロスの妻となってポントスとカッパドキアの女王ピトドリダを産んだ。

## 評価
キケロとその弟クィントゥスは、紀元前64年頃までのヒュブリダを敵対的で軽蔑的に評価していた。クィントゥスはヒュブリダをカティリナと並んで「子供の頃からの殺人者」であり「淫乱者」であり、「元老院から除名されたのは当然」としている。また、極度の臆病者であり、プラエトルの時代には公然と奴隷の愛人を家に置いていたとも書いている。キケロは、ヒュブリダの振る舞いはローマのノビレス（新貴族）にふさわしくないと非難している。
歴史学者テオドール・モムゼンもヒュブリダを軽蔑的に評価している。彼にとってヒュブリダは「弱くて取るに足らない、指導者の役割に完全にふさわしくない、劣悪な人物」である。セルゲイ・コバレフは、「完全に無色の男」と呼び、一時的に自分の利益のためだけにポプラレス（民衆派）に移った「完全な無意味な男」とさえ呼んでいる。

## 参考資料

### 古代の資料
- クィントゥス・アスコニウス・ペディアヌス『キケロ演説に対する注釈書』
- ウァレリウス・マクシムス『有名言行録』
- カッシウス・ディオ『ローマ史』
- ティトゥス・リウィウス『ローマ建国史』
- ガイウス・プリニウス・セクンドゥス『博物誌』
- プルタルコス『対比列伝』
- ストラボン『地理誌』
- マルクス・トゥッリウス・キケロ『アッティクス宛書簡集』
- マルクス・トゥッリウス・キケロ『土地法に関する第二回演説』
- マルクス・トゥッリウス・キケロ『ムレナ弁護』
- マルクス・トゥッリウス・キケロ『フラックス弁護』
- Письма Марка Туллия Цицерона к Аттику, близким, брату Квинту, М. Бруту. Т. III（キケロからアッティクス、親戚、弟クィントゥス、M. ブルトゥスへの手紙。 3巻：46-43年）（2010年）
- クインティリアヌス『弁論家の教育』

### 研究書
- Belkin M. Cicero, Caesar and the Trial of Guy Antony in 59 BC e. // Political intrigue and trial in the ancient world. - 2015. - S. 261-274 .
- Boissier G. Cicero and his friends. - M. , 1993.
- Bugaeva N. Ancient historical tradition about the attempt to free the supporters of Catiline  // Antique world and archeology. - 2006. - No. 12 . - S. 187-197 .
- Bugaeva N. Conspiracy of Catiline in "Breviary from the Founding of the City" by Eutropius // Aristey. Classical philology and ancient history. - 2010. - S. 78-101 .
- Grimal P. Cicero. - M .: Molodaya gvardiya, 1991 .-- 544 p. - ISBN 5-235-01060-4 .
- Dymskaya D. Conspiracy of Catiline // Political intrigue and trial in the ancient world. - 2015. - S. 239-260 .
- Egorov A. Julius Caesar. Political biography. - SPb. : Nestor-History, 2014 .-- 548 p. - ISBN 978-5-4469-0389-4 .
- Ivanov Yu. Catiline's conspiracy and its social base // Bulletin of ancient history. - 1940. - No. 1 . - S. 69-81 .
- Kovalev S. History of Rome. - M .: Polygon, 2002 .-- 864 p. - ISBN 5-89173-171-1 .
- Korolenkov A. Guy Marius and Mark Anthony: from friendship to enmity // History and historiography of the foreign world in persons. - 2011. - number X . - S. 12-22 .
- Livshits G. Socio-political struggle in Rome in the 60s of the 1st century BC e. and the conspiracy of Catiline. - Minsk: BSU Publishing House, 1960 .-- 208 p.
- Lyubimova O. "The First Conspiracy of Catiline" and Mark Licinius Crassus  // Antique World and Archeology. - 2015. - No. 17 . - S. 151-175 (170) .
- Mommsen T. History of Rome. - Rostov n / a .: Phoenix, 1997 .-- T. 3. - 640 p. - ISBN 5-222-00049-4 .
- Broughton R. Magistrates of the Roman Republic. - New York, 1952. - Vol. II. - P. 558.
- Кeaveney A. Who were the Sullani?  // Klio. - 1984 .-- T. 66 . - S. 114-150 .
- Klebs E. Antonius // Paulys Realencyclopädie der classischen Altertumswissenschaft . - 1894. - Bd. I. - Kol. 2575.
- Klebs E. Antonius 19 // Paulys Realencyclopädie der classischen Altertumswissenschaft . - 1894. - Bd. I. - Kol. 2577-2582.
- Klebs E. Antonius 28 // Paulys Realencyclopädie der classischen Altertumswissenschaft . - 1894. - Bd. I. - Kol. 2590-2594.
- Klebs E. Antonius 108 // Paulys Realencyclopädie der classischen Altertumswissenschaft . - 1894. - Bd. I. - Kol. 2639.
- Klebs E. Antonius 110 // Paulys Realencyclopädie der classischen Altertumswissenschaft . - 1894. - Bd. I. - Kol. 2639-2640.
- Klebs E. Antonius 112 // Paulys Realencyclopädie der classischen Altertumswissenschaft . - 1894. - Bd. I. - Kol. 2640.
- Wiseman T. Legendary Genealogies in Late-Republican Rome // G&R. - 1974. - No. 2 . - S. 153-164 .